# Ioveta av Betania
Ioveta av Betania, född omkring 1120, död efter 1161, före 1178, var en prinsessa av Jerusalem, och abbedissa av Sankt Lazarus kloster Betania, därav kallad Ioveta av Betania. Hon var dotter till kung Balduin III av Jerusalem och Morphia de Melitene och syster till drottning Melisende av Jerusalem.  

## Biografi
År 1123 blev hennes far tillfångatagen av de turkiska ortoqiderna i Anatolien, och hennes mor fick honom frigiven i utbyte mot att Ioveta lämnades till ortoqiderna i utbyte mot fadern, fram till att en lösensumma kunde utbetalas. Ioveta hölls som gisslan fram till 1125, då lösensumman slutligen erlades och hon kunde återvända till Jerusalem. 
Ioveta placerades som nunna i Sankta Annas kloster i Jerusalem. År 1143 grundade hennes syster drottning Melisende Sankt Lazarus kloster i Betania, och då dess abbedissa avled året därpå, efterträddes hon av Ioveta. Genom sitt ämbete hade Ioveta en maktposition och gjorde bland annat en donation till malteserorden. Hon hade också ansvaret för uppfostran av sin systersonsdotter, drottning Sibylla av Jerusalem. 
Ioveta stod nära sina systrar Melisende, Hodierna och Alice, som alla hade ett nära förhållande till varandra. Hon närvarade vid Melisendes dödsbädd 1161. Hennes dödsår är inte känt, men det måste ha varit före 1178, då klostret hade en ny abbedissa.